# 1816 en philosophie
Chronologie de la philosophie
- 1812
- 1813
- 1814
- 1815
- 1816
- 1817
- 1818
- 1819
- 1820

L’année 1816 a été marquée, en philosophie, par les événements suivants :

## Publications
- Publication de la cinquième partie de La Science de la logique, d'Hegel.

## Naissances
- 19 janvier : Marcus Jacob Monrad (no), philosophe norvégien, mort en 1897.

## Décès
- 29 juin : David Williams, né en 1738, philosophe gallois du siècle des Lumières, proche des idées révolutionnaires françaises.